# Noel Galea Bason
Noel Galea Bason (né en 1955 à Floriana) est un sculpteur et médailleur maltais.

## Carrière
Noel Galea Bason a suivi une formation de médailleur à la Scuola dell'Arte della Medaglia - Giuseppe Romagnoli de l'Istituto Poligrafico e Zecca dello Stato à Rome de 1975 à 1978. De 1977 à 1991, il est le seul concepteur de pièces et médailliste à l'Hôtel de la Monnaie de Malte, qui ferme ses portes en 1995,.
Outre plusieurs cadeaux d'État offerts par le gouvernement maltais à des monarques et autres dignitaires étrangers, Galea Bason réalise plusieurs œuvres pour l'espace public. Après l'échec des projets abstraits de deux sculpteurs pour un monument à l'homme d'État maltais Dom Mintoff sur la place de la Castille à La Valette, Noel Galeea Bason est chargé de réaliser une sculpture. Elle est dévoilée en mai 2018,,.
Galea Bason conçoit de nombreuses médailles et plus de 60 pièces de monnaie, dont une série de dix pièces pour Saint-Marin et une série de 28 médailles réalisées entre 1998 et 2002, représentant les portraits des Grands maîtres de l'Ordre de Malte. Ses dessins de pièces les plus connus sont les trois faces différentes des pièces en euros maltaises émises depuis 2008, avec une représentation stylisée de la Mnajdra sur les pièces de 1 cent, 2 cents et 5 cents, les armoiries de Malte sur les pièces de 10 cents, 20 cents et 50 cents, et la croix de Malte sur les pièces de 1 euro et 2 euros.
Noel Galea Bason vit et travaille à Naxxar.

## Œuvres (sélection)

### Sculptures et reliefs
- Giullare per un dio - Jouer au bouffon avec un dieu, (Relief en bronze, 1988)[6];
- Relief en bronze commémorant la visite du pape Jean-Paul II (1991)[2] ;
- Relief en argent avec vue du palais Verdala dans un cadre en bois précieux, cadeau d'État du président maltais Ċensu Tabone à Élisabeth II (1992)[7];
- Sculpture de Dom Mintoff à Bormla[8];
- Sculpture de Dom Mintoff sur la place de la Castille à La Valette (2018)[8],[5].

### Monnaies et médailles
- Faces illustrées des pièces de monnaie maltaises en euros avec trois motifs différents (depuis 2008) ;
- Médaille de décès à Dom Mintoff (2012)[8];
- Pièce commémorative de 2 euros pour le 200e anniversaire de la police maltaise (2014) ;
- Pièce commémorative de 2 euros « Centenaire de l'aviation maltaise » (2015) ;
- Pièce commémorative de 2 euros « Temples de Ġgantija » (2016) ;
- Pièce de collection en argent sterling de 10 euros, pour le 100e anniversaire de Dom Mintoff (2016)[8];
- Pièce d'or de 5 euros représentant une pièce historique « Patakka » de 4 tarins (2016);
- Pièce commémorative de 2 euros « Temples de Ħaġar Qim » (2017) ;
- Pièce commémorative de 2 euros « Solidarité et paix » de la série From children in solidarity (2017, gravure uniquement, d'après un dessin de l'élève Katya Muscat) ;
- Pièce commémorative de 2 euros « Temples de Mnajdra » (2018) ;
- Pièce commémorative de 2 euros « Patrimoine culturel » de la série From children in solidarity (2018, gravure uniquement, d'après un dessin de l'élève Nicole Dimech) ;
- Pièce de collection en argent sterling de 10 euros, à l'occasion de la désignation de La Valette comme capitale européenne de la culture (2018) ;
- Pièce en argent de 10 euros et pièce en or de 100 euros pour le 50e anniversaire de la Banque centrale de Malte (2018) ;
- Pièce commémorative de 2 euros « Temples de Ta' Ħaġrat » (2019) ;
- Pièce commémorative de 2 euros « Temples de Skorba » (2020) ;
- Pièce commémorative de 2 euros « Jeux » de la série From children in solidarity (2020, gravure uniquement, d'après le dessin de Ymen Riahi) ;
- Pièce commémorative de 2 euros « Temples de Tarxien » (2021) ;
- Pièce commémorative de 2 euros « L'Hypogée de Ħal Saflieni » (2022) ;
- Pièce commémorative de 2 euros « Arrivée des français à Malte » (2023).

### Autres travaux
- Timbres de 4 cents et 25 cents à l'occasion de la visite du pape Jean-Paul II à Malte (Scott catalogue #759 et #760, 1990)[2],[9].